# Кубок мира по спортивной ходьбе 2012
Кубок мира по спортивной ходьбе 2012 года прошёл 12—13 мая в Саранске (Россия). Турнир во второй раз в истории прошёл в России и впервые — в столице Мордовии. Сильнейших выявляли взрослые спортсмены и юниоры до 20 лет (1993 года рождения и моложе). Были разыграны 10 комплектов медалей (по 5 в личном и командном зачёте).
Кубок мира 2012 года поставил рекорд по количеству участвующих спортсменов и стран. На старт вышло 456 ходоков из 61 страны мира (234 мужчины, 105 женщин, 67 юниоров и 50 юниорок). Двухкилометровая трасса, на которой соревновались спортсмены, была проложена в центре Саранска. Соревнования прошли при солнечной и жаркой погоде.
Каждая команда могла выставить до пяти спортсменов в каждый из взрослых заходов и до трёх в юниорских соревнованиях. Лучшие в командном зачёте определялись по сумме мест трёх лучших спортсменов среди взрослых и двух лучших — среди юниоров.
В последующие годы из-за череды допинговых дисквалификаций российских ходоков результаты соревнований неоднократно пересматривались. Хозяева Кубка мира по ходьбе 2012 года потеряли результаты 8 атлетов, в том числе 1 золотую и 3 серебряные награды, а также 3 победы в командном зачёте.

## Расписание
| Дата        | Время | Заход         |
| ----------- | ----- | ------------- |
| 12 мая 2012 | 16:00 | 10 км юниоры  |
| 12 мая 2012 | 17:00 | 10 км юниорки |
| 12 мая 2012 | 18:15 | 20 км мужчины |
| 13 мая 2012 | 08:30 | 50 км мужчины |
| 13 мая 2012 | 13:20 | 20 км женщины |

Время местное (UTC+3)

## Медалисты
Сокращения: WR — мировой рекорд | AR — рекорд континента | NR — национальный рекорд | WJR — мировой рекорд среди юниоров | AJR — континентальный рекорд среди юниоров | NJR — национальный рекорд среди юниоров | CR — рекорд соревнований
Курсивом выделены участники, чей результат не пошёл в зачёт команды

### Мужчины и юниоры
| Дисциплина             | Золото                                                                      | Золото       | Серебро                                                                                              | Серебро      | Бронза                                                                                           | Бронза       |
| ---------------------- | --------------------------------------------------------------------------- | ------------ | --- | ------------ | ------------------------------------------------------------------------------------------------ | ------------ |
| 20 км                  | Ван Чжэнь Китай                                                             | 1:19.13      | Руслан Дмитренко [a] Украина                                                                         | 1:20.17 [a]  | Андрей Рузавин [a] Россия                                                                        | 1:20.37 [a]  |
| 20 км (команды)        | Китай [a] · Ван Чжэнь · Чэнь Дин · Чжао Ци · Ван Хао · Цай Цзэлинь          | 14 очков [a] | Украина [a] · Руслан Дмитренко · Назар Коваленко · Иван Лосев · Игорь Лященко · Андрей Ковенко       | 15 очков [a] | Австралия [a] · Крис Эриксон · Адам Раттер · Люк Адамс · Дейн Бёрд-Смит · Ридайан Каули          | 59 очков [a] |
| 50 км                  | Джаред Таллент [b] Австралия                                                | 3:40.32 [b]  | Сы Тяньфэн [b] Китай                                                                                 | 3:43.05 [b]  | Кристофер Линке [b] Германия                                                                     | 3:47.33 [b]  |
| 50 км (команды)        | Китай [b] · Сы Тяньфэн · Сюй Фагуан · Цуй Чжидэ · Ли Цзяньбо · Чжао Цзяньго | 28 очков [b] | Украина [b] · Алексей Казанин · Игорь Главан · Сергей Будза · Алексей Шелест · Александр Венгловский | 31 очко [b]  | Мексика [b] · Орасио Нава · Хосе Лейвер Охеда · Клементе Гарсия · Омар Сепеда · Кристиан Бердеха | 43 очка [b]  |
| Юниоры 10 км           | Эйдер Аревало Колумбия                                                      | 41.17        | Александр Иванов Россия                                                                              | 41.42        | Хесус Вега Мексика                                                                               | 41.56        |
| Юниоры 10 км (команды) | Россия · Александр Иванов · Дамир Байбиков · Кирилл Фролов                  | 6 очков      | Колумбия · Эйдер Аревало · Кенни Мартин Перес · Мануэль Эстебан Сото                                 | 10 очков     | Китай · Инь Цзясин · Гао Вэнькуй · Цзян Шань                                                     | 14 очков     |

a  24 марта 2016 года Спортивный арбитражный суд в Лозанне удовлетворил апелляцию ИААФ по поводу решения национальной федерации о дисквалификации российского легкоатлета Владимира Канайкина. Вместо выборочного аннулирования отдельных результатов были признаны недействительными все выступления спортсмена с 25 февраля 2011 года по 17 декабря 2012 года, в том числе третье место на Кубке мира по ходьбе — 2012 на дистанции 20 км с результатом 1:19.43. Срок отстранения от соревнований составил 8 лет (до 2020 года). Аналогичная участь постигла результаты российского ходока Валерия Борчина в промежутке с 14 августа 2009 по 15 октября 2012 года, в том числе 10-е место на Кубке мира по ходьбе — 2012 на дистанции 20 км (1:21.29). С учётом того, что из-за допинга ранее был аннулирован результат Сергея Морозова (5-е место), у сборной России осталось только два зачётных результата, из-за чего она потеряла победу в командном первенстве на дистанции 20 км.

7 августа 2017 года Спортивный арбитражный суд в Лозанне дисквалифицировал на 3 года российского ходока Андрея Кривова. На основании данных биологического паспорта был сделан вывод о применении спортсменом допинга. Все его результаты с 20 мая 2011 года по 6 июля 2013 года были аннулированы, в том числе второе место на Кубке мира по ходьбе — 2012 на дистанции 20 км с результатом 1:19.27.

b  31 августа 2013 года Всероссийская федерация лёгкой атлетики сообщила о пожизненной дисквалификации ходока Игоря Ерохина в связи с повторным нарушением спортсменом антидопингового законодательства. Такие санкции были применены на основании абнормальных показателей крови в биологическом паспорте спортсмена. Кроме того, Антидопинговая комиссия ВФЛА постановила аннулировать все его результаты, показанные после 25 февраля 2011 года, в том числе второе место на дистанции 50 км на Кубке мира по ходьбе — 2012 с результатом 3:38.10.

20 января 2015 года Российское антидопинговое агентство сообщило о дисквалификации 5 титулованных российских ходоков. Среди них оказался и Сергей Кирдяпкин. В его крови в ходе проведенного анализа были выявлены серьёзные отклонения показателей крови. На основании решения Дисциплинарного антидопингового комитета спортсмен был дисквалифицирован на 3 года и 2 месяца, начиная с 15 октября 2012 года. Его результаты в период с 17 декабря 2011 по 11 июня 2012 года были аннулированы, в том числе 1-е место на Кубке мира по ходьбе — 2012 на дистанции 50 км с результатом 3:38.08.

24 марта 2016 года Спортивный арбитражный суд в Лозанне удовлетворил апелляцию ИААФ по поводу решения национальной федерации о дисквалификации российского легкоатлета Сергея Бакулина. Вместо выборочного аннулирования отдельных результатов были признаны недействительными все выступления спортсмена с 25 февраля 2011 года по 24 декабря 2012 года, в том числе пятое место (третье — после предыдущих дисквалификаций партнёров по команде) на Кубке мира по ходьбе — 2012 на дистанции 50 км с результатом 3:46.14. Срок отстранения от соревнований (3 года и 2 месяца) остался неизменным. В результате этих дисквалификаций сборная России также потеряла победу в командном зачёте Кубка мира на дистанции 50 км.

### Женщины и юниорки
| Дисциплина              | Золото                                                                                       | Золото       | Серебро                                                                   | Серебро     | Бронза                                                                      | Бронза       |
| ----------------------- | -------------------------------------------------------------------------------------------- | ------------ | ------------------------------------------------------------------------- | ----------- | --------------------------------------------------------------------------- | ------------ |
| 20 км                   | Елена Лашманова Россия                                                                       | 1:27.38      | Мария Хосе Повес [c] Испания                                              | 1:29.10 [c] | Люй Сючжи [c] Китай                                                         | 1:29.55 [c]  |
| 20 км (команды)         | Испания [c] · Мария Хосе Повес · Беатрис Паскуаль · Юлия Такач · Лорена Луакес · Мария Васко | 15 очков [c] | Китай · Люй Сючжи · Цеян Шэньцзе · Гао Ни · Не Цзинцзин · Сунь Хуаньхуань | 28 очков    | Португалия [c] · Ана Кабесинья · Инеш Энрикеш · Вера Сантуш · Сусана Фейтор | 29 очков [c] |
| Юниорки 10 км           | Сандра Аренас Колумбия                                                                       | 45.57        | Алехандра Ортега Мексика                                                  | 46.00 AJR   | Надежда Леонтьева Россия                                                    | 46.02        |
| Юниорки 10 км (команды) | Россия · Надежда Леонтьева · Екатерина Медведева · Алёна Азыркина                            | 7 очков      | Китай · Мао Яньсюэ · Дуань Даньдань · Ни Юаньюань                         | 15 очков    | Украина · Людмила Оляновская · Алина Цвилий · Валентина Мирончук            | 15 очков     |

c  24 марта 2016 года Спортивный арбитражный суд в Лозанне удовлетворил апелляцию ИААФ по поводу решения национальной федерации о дисквалификации российской легкоатлетки Ольги Каниськиной. Вместо выборочного аннулирования отдельных результатов были признаны недействительными все выступления спортсменки с 15 августа 2009 года по 15 октября 2012 года, в том числе второе место на Кубке мира по ходьбе — 2012 на дистанции 20 км с результатом 1:28.33. Из-за потери зачётного результата сборная России сначала опустилась на второе место в командном первенстве, а в 2019 году, после аннулирования результатов Аниси Кирдяпкиной (также из-за допинга), вовсе оказалась вне пьедестала.